# Deszovo
Deszovo (macedónul: Десово, albánul Desova) település Észak-Macedóniában, a Pelagonijai körzet Dolneni járásában.

## Népesség
| Lakosok száma | 1551 | 1627 | 1740 | 1481 | 1317 | 1075 | 1080 | 1026 | 1108 |
|               | 1948 | 1953 | 1961 | 1971 | 1981 | 1991 | 1994 | 2002 | 2021 |

2002-ben 1 026 lakosa volt, melyből 566 bosnyák, 290 albán, 145 macedón, 20 török, 3 szerb, 2 egyéb.